# Erika Vikman
Erika Vikman (Tampere, Finlandia, 20 de febrero de 1993) es una cantante finlandesa.

## Carrera
Erika Vikman nació en Tampere, Finlandia, aunque también ha vivido en Lempäälä y Pori.
En 2008, Erika ganó el programa Tangojuniori y dos años después, participó en Ponnahduslauta. Asimismo, interpretó a Iira Ström en la serie Parasta aikaa de 2009-2010 en Yle TV2. Fue también miembro del equipo ganador del programa Stage en 2011 y luego apareció en Silmistä pois.
En 2013, se graduó en una escuela secundaria de Tampere. Ese mismo año, compitió en la séptima temporada de Idols. Vikman también estudió pop jazz en el Instituto de Música Pirkanmaa.
Por otro lado, Erika participó en el festival de tango finlandés Tangomarkkinat en 2015, donde quedó en segunda posición. Un año después, resultó ganadora. Su madre también ha participado en el concurso, llegando a las semifinales.
Vikman lanzó el sencillo «Ettei mee elämä hukkaan» en febrero de 2017. En la primavera del mismo año, apareció en la cuarta temporada de la serie de televisión Iholla.
En 2020, Erika Vikman participó en el Uuden Musiikin Kilpailu (UMK) para representar a Finlandia, en el Festival de la Canción de Eurovisión 2020 con la canción "Cicciolina", donde quedó en segunda posición a pesar de haber ganado el televoto, ya que también fue tercera opción para el jurado internacional.
Tras el éxito de "Cicciolina", Vikman lanzó más tarde el siguiente sencillo, "Synsten pöytä", que alcanzó el tercer puesto en las listas de éxitos del país. También en 2020, Vikman quedó tercera en la primera temporada de la versión finlandesa de The Masked Singer, compitiendo como "Avispa".
Vikman lanzó su álbum debut, llamado Erika Vikman en agosto de 2021. El álbum alcanzó el número uno en Finlandia, convirtiéndose en el primer álbum número uno de Vikman. En mayo de 2022, se anunció que Vikman aparecería en la temporada trece de Vain elämää, la versión finlandesa de The Best Singers.
En 2025, se confirmó que Vikman competiría en Uuden Musiikin Kilpailu 2025 con la canción "Ich komme". Más tarde, terminó ganando este concurso y representó a Finlandia en el Festival de la Canción de Eurovisión 2025.

## Vida privada
Vikman salió con el cantante finlandés Danny desde principios de 2016 hasta 2020. Ambos llevaban viviendo juntos desde 2018 en Kirkkonummi.
Por su parte, la hermana de Erika, Jennika Vikman, también ha participado en el programa Idols.

## Discografía

### Álbumes
| Título       | Detalles | Mejor posición en la lista de éxitos |
| Título       | Detalles | FIN                                  |
| ------------ | --- | ------------------------------------ |
| Erika Vikman | - Lanzamiento: 20 de agosto de 2021 - Discográfica: Warner Music Finland, Mökkitie Records - Formatos: Descarga digital | 1                                    |

### Sencillos
| Título                                   | Año  | Mejor posición en las listas de éxitos | Álbum        |
| ---------------------------------------- | ---- | -------------------------------------- | ------------ |
| "Etkö uskalla mua rakastaa"              | 2015 | —                                      | —            |
| "Ettei mee elämä hukkaan"                | 2017 | —                                      | —            |
| "Säännöt"                                | 2017 | —                                      | —            |
| "Jos osaisin sanoa ei"                   | 2017 | —                                      | —            |
| "Cicciolina"                             | 2020 | 5                                      | Erika Vikman |
| "Syntisten pöytä"                        | 2020 | 3                                      | Erika Vikman |
| "Häpeä"                                  | 2021 | 15                                     | Erika Vikman |
| "Tääl on niin kuuma" (con Arttu Wiskari) | 2021 | 6                                      | Erika Vikman |
| "Huonoja ideoita" (con Antti Tuisku)     | 2021 | 12                                     | —            |
| "Elizabeth Taylor"                       | 2023 | 46                                     | —            |
| "Ruoska" (con Käärijä)                   | 2024 | 1                                      | —            |
| "Aivan sama" (con Janna and F)           | 2024 | 42                                     | —            |
| "Myynnissä"                              | 2024 | 34                                     | —            |
| "Ich komme"                              | 2025 | 2                                      | —            |